# Альберто дель Ріо
Альберто Родрігес (народився 25 травня 1977) — мексиканський реслер, який працює в WWE на бренді Raw, під ім'ям Альберто Дель Ріо. Окрім успішної кар'єри в реслінгу, Альберто є відомим спортсменом в області змішаних бойових мистецтв і греко-римської боротьби. Він переможець найбільшої Королівської битви в історії WWE, 2011 року.

## Молодість і греко-римська боротьба
Альберто народився в Сан-Луїс Потосі Мексика в сім'ї відомих лучадорів, він син Дос Кароса і племінник Міла Макараса. В тому ж місті він закінчив університет, отримав освіту в області архітектури. Після того як член династії лучадорів, Альберто вирішив зайнятися греко-римською боротьбою під керівництвом Ліонеля Колехі і Хуана Фернандеса. Це дозволило йому отримати місце в юніорській збірній з боротьби, в складі якої він зміг завоювати кілька нагород. Згодом в 1997 році, він уже перемагає на юніорському чемпіонаті з боротьби в Чехії. Він також виграв змагання з боротьби на іграх Центральної Америки і Карибського басейна в його ваговій категорії, і тричі завойовував золоту медаль на Панамериканських іграх. Родрігес міг попасти на Олімпійські ігри в 2000 році, проте через проблеми з фінансуванням Мексика не послала свою команду в тому році.

## WWE

### Перехід зі SmackDown! на Raw
На WWE Draft 25 квітня, Альберто був переведений з бренду SmackDown! на бренд RAW. Оскільки є претендентом на титул чемпіона світу в важкій вазі, то у випадку його перемоги, титул перейде на червоний бренд. На ППВ-Шоу Extreme Rules програв Крістіану в матчі з драбинами за цей титул.
На Capitol Punishment переміг Біг Шоу завдяки втручанню Марка Генрі. На Money in the bank виграє кейс від бренду RAW.
На PPV SummerSlam після перемоги СМ Панка над Джоном Сіною використав кейс Money in the Bank, утримав Панка в тільки-но назначеному матчі і став чемпіоном WWE. На шоу Night of Champions програв Джону Сіні в матчі за титул чемпіона WWE. На шоу Hell in a Cell (2011) виграв титул Чемпіона WWE, перемігши Джона Сіну і СМ Панка в поєдинку «потрійна загроза», в пекельній клітці.
Був одним із Суперзірок, які були проти перебування Тріпл Ейча на пості COO WWE. На Raw від 3 жовтня брав участь в командному бою 6 на 6. З ним в команді були Крістіан, Девід Отонга, Коді Роудс, Дольф Зіглер і Джек Сваггер. По той бік були Джон Сіна, Еван Борн, Кофі Кінгстон, CM Панк, Шеймус і Мейсон Райан. Перемогли останні. На SmackDown від 7 жовтня переміг синього Сін Кару. На PPV Vengeance перемагає Джона Сіну в матчі «До останнього на ногах», але уже на Survivor Series програє титул СМ Панку. Пізніше отримав шанс битися за пояс, перемігши Деніела Браяна. На PPV TLC не зміг перемогти Міза і CM Панка, пояс залишився у останнього. Після цього отримав травму паха і вибув на тривалий період.

### 2012-(наш час)

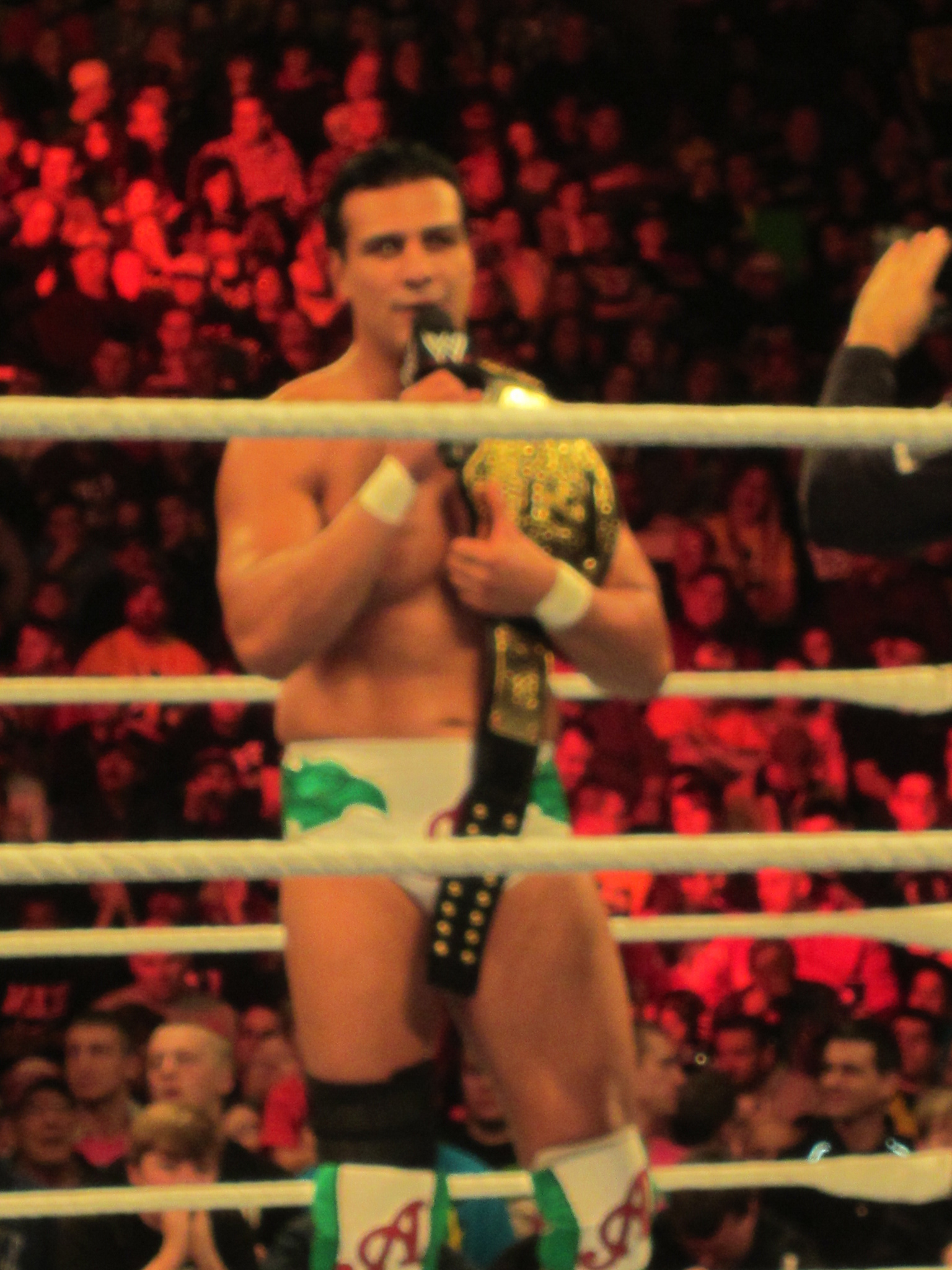
Дель Ріо як чемпіон у важкій вазі WWE на початку 2013.

Повернувся на шоу Elimination Chamber разом із Марком Генрі і Крістіаном, але не виступав аж до Реслманії. Після ППВ дістав шанс поборотися за тайтл-шот чемпіона світу в тяжкій вазі від Лоурінайтіса, котрий він заробив уже на наступному SmackDown, перемігши дійсного чемпіона -Шеймуса. 20 квітня на SmackDown! було анонсовано, що Дель Ріо та Рікардо Родрігез офіційно перейшли з арени RAW до арени SmackDown!. 20 травня на Over the Limit Дель Ріо втратив шанс відібрати титул чемпіона світу від Шеймуса у чотиристоронньому поєдинку, в якому також брали участь Кріс Джеріко та Ренді Ортон. На наступному епізоді SmackDown'а, Альберто здобув перемогу над Кейном і Ренді Ортоном у тристоронньому поєдинку за звання претендента номер 1 на титул чемпіона світу. 5 червня Дель Ріо отримав справжню травму, яка змусила WWE відкласти його запланований поєдинок проти Шеймуса за титул чемпіона світу на No Way Out. Повернувся 18 червня на RAW, перемігши Чемпіона Сполучених Штатів Сантіно Мареллу в поєдинку не за титул. Наступного тижня, на RAW, Альберто змагався з Дольфом Зігглером за право бути претендентом номер один на звання Чемпіона світу у важкій вазі WWE. Контракт претендента був підвішений на жердині в одному з кутів рингу. Сам матч закінчився без визначеного переможця, тому обоє дістали право змагатися проти Шеймуса через чотири дні на арені Smackdown!. Матч закінчився вдалим захистом титулу Шеймусом. Дель Ріо отримав ще один шанс змагатися за титул на шоу Money in the Bank, але і тут його спіткала невдача. Всю свою лють Альберто хотів зігнати на наступному Raw у матчі проти Зака Райдера, однак його післяматчеве побиття Зака було перерване поверненням його давнього суперника — Рея Містеріо. На наступному Smackdown! було оголошено про командний поєдинок Альберто дель Ріо та Дольфа Зігглера проти Шеймуса і Рея Містеріо, в якому перемогли останні внаслідок втручання ринг-анонсера дель Ріо Рікардо Родрігеза. Після матчу Альберто вчинив напад на Шеймуса. 27 липня дель Ріо переміг в чотиристоронньму поєдику Містеріо, Кейна та Браяна і знову став претендентом номер один на титул.

## Особисте життя
Син відомого лучадора Доса Караса, племінник Міль Маскараса і Сікоделіко. Член однієї з найвідоміших реслерських сімей в Мексиці. Його молодший брат Гільєрмо підписав контракт з WWE в серпні 2012 року і був відправлений на територію розвитку молодих талантів NXT Wrestling.
В 2013 році звільнився від контракту. Альберто любить футбол. Його найулюбленіший клуб — Реал Мадрид. Має двох дітей: сина Джозефа (народився 17 квітня 2010) та дочку (народилася 2013).

## Прийоми
- Завершальні прийоми

- Як Дос Карас молодший

- High-angle bridging German suplex
- Military press dropped into a bridging German suplex

- Як Альберто Дель Ріо

- Rolling cross armbar

- Коронні прийоми

- Enzuigiri
- German suplex
- Gutwrench suplex
- Multiple crossbody
- Superkick

- Музичні теми
  - «Realeza» performed by Mariachi Real de Mexico. Композитор Джим Джонсон.
  - «Realeza 2013» performed by Mariachi Real de Mexico. Композитор Джим Джонсон
  - «Frijolero» («Realeza 2013» intro) performed by Molotov and Mariachi Real de Mexico

## Нагороди і титули

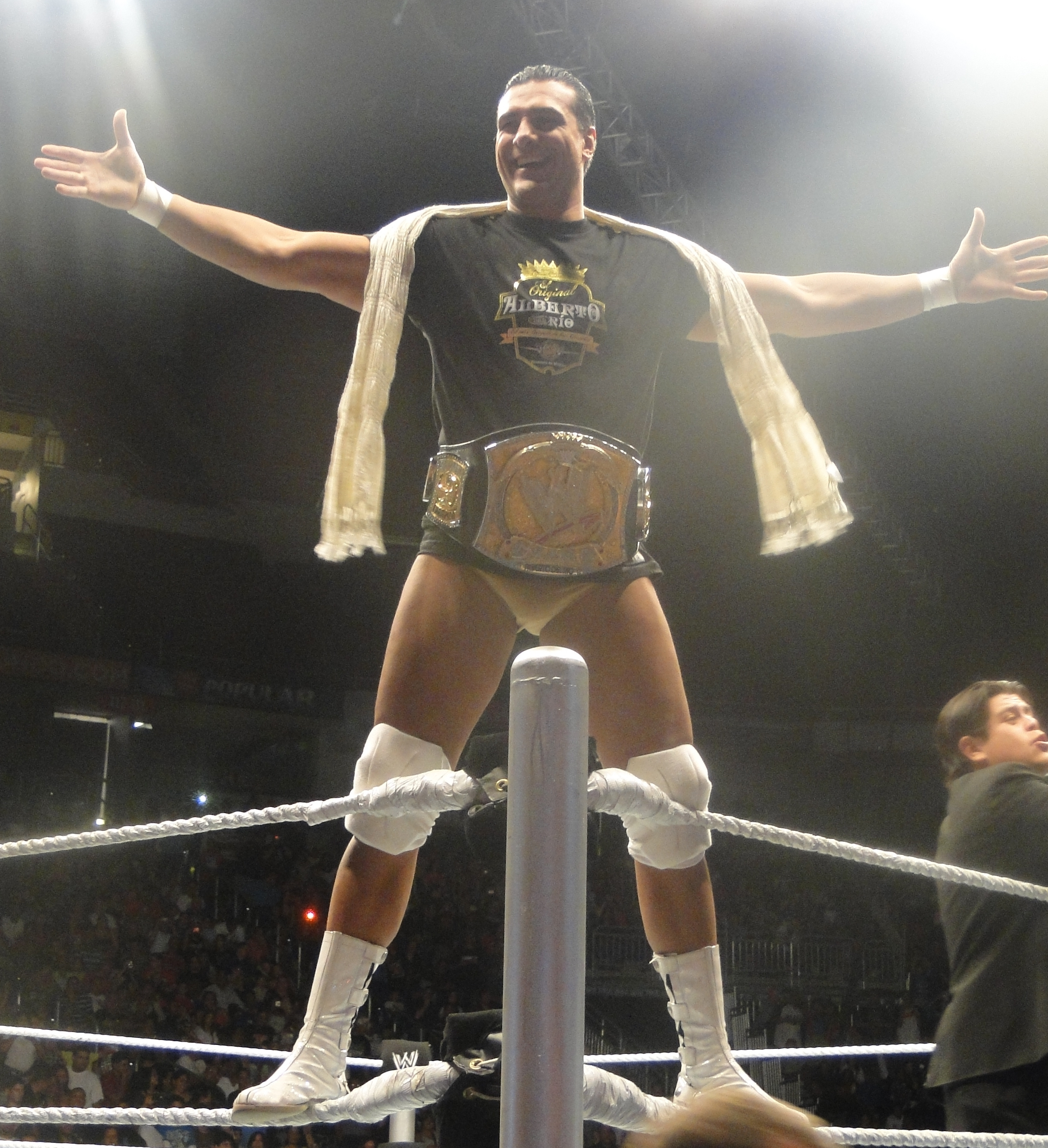
Дель Ріо під час чемпіонства WWE

### Боротьба
- Central American and Caribbean Games
  - Перше місце (3 рази)
- Панамериканські ігри
  - Placed (1 раз)
- World Junior Championships
  - Третє місце (1997)

### Реслінг
- Consejo Mundial de Lucha Libre
  - CMLL World Heavyweight Championship (1 раз)[8]
  - Copa Jr. (2006)[4][5]
- Pro Wrestling Illustrated
  - PWI ставить його під номером #45 серед 500 реслерів PWI 500 в 2006[9]
  - PWI ставить його під № 6 в списку 500 найкращих реслерів 2011 року
- World Wrestling Entertainment
  - Переможець Королівської битви 2011[10]
  - Містер «Money in the bank» від RAW (2011)
  - Чемпіон WWE (2 рази)
  - Чемпіон світу у важкій вазі (2 рази)
- Wrestling Observer Newsletter
  - Найкращий гіммік (2010)[11]